# Klonowo (województwo mazowieckie)
Klonowo – wieś w Polsce położona w województwie mazowieckim, w powiecie ciechanowskim, w gminie Opinogóra Górna.
W latach 1975–1998 miejscowość administracyjnie należała do województwa ciechanowskiego.
Wieś wchodzi w skład sołectwa Długołęka.